# Abudantia
Abudantia (Abundantia, Abundita) – w wierzeniach Rzymian żeńskie uosobienie (personifikacja) obfitości i dostatku. 
Znana jedynie z numizmatów, nie stwierdzono śladów kultu publicznego (dedykowanych ołtarzy, świątyń). Na rewersach monet rzymskich zwykle przedstawiana z rogiem obfitości (cornucopia).